# Lovers in a Dangerous Spacetime
『Lovers in a Dangerous Spacetime』は、カナダのインディーゲームスタジオAsteroid Baseが開発・発売したシューティングゲーム。日本のNintendo Switch版では『LOVERS:みんなですすめ!宇宙の旅』の邦題が用いられている。

## 概要
プレイヤーは宇宙の平和を守るべく活動する組織「LOVERS」の隊員の一人となり、他の仲間と協力して宇宙船を操縦しながら宇宙空間の探索を行う。ある時、全宇宙を絆で結ぶ力「LOVE」の運用装置「アイジョウリアクター」が誤作動により対極の悪の力「アンチLOVE」を放出し爆散してしまったため、LOVERSは4つの宙域に飛び散ったリアクターのかけらの回収、そして各所に囚われている宇宙の住人「スペースバニー」たちの救出に向かう。
2012年1月にトロントで行われたグローバルゲームジャムの中で本作のプロトタイプが制作され、同年6月から開発開始、2014年1月からはフルタイムでの開発に移行した。タイトルは、カナダの歌手ブルース・コバーンの曲『Lovers in a Dangerous Time』から着想している。また、アイデアは、宇宙船シミュレーターゲーム『Artemis: Spaceship Bridge Simulator』や、SF映画『スター・ウォーズ』シリーズでルーク・スカイウォーカーとハン・ソロが宇宙船「ミレニアム・ファルコン」に乗って敵機「TIEファイター」を射撃する戦闘シーンに触発されたが、サイバーパンクの外観になることは避け、全く異なる作風を持つゲームソフト『塊魂』や漫画・アニメの『パワーパフガールズ』『美少女戦士セーラームーン』などの特異なビジュアルの影響が反映されている。

## システム
球体の宇宙船の内部には以下の装置を使用する機器が各所に配置され、プレイヤーは機器の場所まで移動して操作する。本作では最大4人での同時プレイが可能だが、1人でプレイする際には「スペースペット」と呼ばれる動物が任務に加わる。スペースペットは、エンジンを除く操縦エリアを指定するとその場所へ移動し、独自の判断で攻撃や防御等を行う。マップ以外の機器は、道中で手に入る3種類のジェム（パワージェム、ビームジェム、メタルジェム）の設置により性能が変化する。
- エンジン - 排気口の位置を操作し宇宙船を推進させる。ジェムを設置することで排気口を攻撃に転用できる。
- タレット - 弾などを発射して攻撃を行う。砲口の向きは一定範囲内で変更可能。宇宙船の種類により位置と数が異なる（後述）。
- ヤマトキャノン - 宇宙船の周囲を自動で回転しながら強力な弾などを一定時間連射する。連射終了から次の連射までは一定時間のクールダウンが必要。
- シールド - 宇宙船の周囲一定範囲を敵の攻撃から守る。周囲を回転させ位置を変更することができる。
- マップ - ステージの全体マップを表示する。

搭乗する宇宙船は以下の3種類で、ゲームの進行により順次追加される。
- ガムボールゼロ[注 2] - 初期段階で選択できる宇宙船。タレットは上下左右の4基。
- バナナスプリット - ライフが他の宇宙船よりも20％多い。エンジンとマップ以外の機器は使用可能な隊員が固定されており、他の隊員は使用できない。タレットは左上・左下・右上・右下の4基。
- ゼリーロール - 船体を360度回転させる機能を持つ。地形にぶつかってもライフが減らない。タレットは上・左下・右下の3基。

舞台となるステージは、最初にプレイするチュートリアルステージのほか、おおぐま座、くじら座、オリオン座、ケフェウス座の4つの宙域にそれぞれ5つのステージが含まれ、宙域最後のステージではボス戦が行われる。ボスステージを除く各宙域のステージはプレイ開始時に自動生成され構成が毎回変化する。これらのステージにはそれぞれ10人のスペースバニーたちが囚われており、このうち5人を救出するとゴール地点の「脱出ポータル」が開錠され、ここに到達すればステージクリアとなる。全員を救出しなくてもクリアは可能だが、救出人数の累計に応じてランクが上がり、ジェム設置数の増加や新規宇宙船の追加の要素が解禁される。

## 受賞・ノミネート
- Independent Games Festival 2013 「Excellence in Visual Art」ノミネート[15]
- BIG Festival 2014 「Best Gameplay」受賞[16]
- SXSW Gaming Awards 2016 「Excellence in Multiplayer」ノミネート[17]
- 第12回英国アカデミー賞ゲーム部門（英語版） 「Debut Game」「Game Design」「Multiplayer」ノミネート[18]